# Hong Kong Combat Orcas
Gli Hong Kong Combat Orcas sono una squadra di football americano di Hong Kong.

## Dettaglio stagioni

### Tornei nazionali

#### Campionato

##### AFLC/CNFL
| Stagione | regular season | regular season | regular season | regular season | regular season | regular season | playoff | playoff | playoff | playoff | playoff | playoff   | playoff           |
|          | Vin            | Par            | Per            | Tot            | PF             | PS             | Vin     | Per     | Tot     | PF      | PS      | risultato | avversaria        |
| -------- | -------------- | -------------- | -------------- | -------------- | -------------- | -------------- | ------- | ------- | ------- | ------- | ------- | --------- | ----------------- |
| 2015     | 0              | 0              | 4              | 4              | 6              | 215            | 0       | 1       | 1       | 14      | 47      | Wild Card | Guangzhou Apaches |
| 2016     | 1              | 0              | 3              | 4              | 50             | 84             | -       | -       | -       | -       | -       | -         | -                 |
| 2017     | 2              | 0              | 2              | 4              | 53             | 71             | -       | -       | -       | -       | -       | -         | -                 |
| 2018     | 1              | 0              | 3              | 4              | 37             | 70             | -       | -       | -       | -       | -       | -         | -                 |
| 2019     | 2              | 0              | 3              | 5              | 62             | 92             | -       | -       | -       | -       | -       | -         | -                 |
| Totale   | 6              | 0              | 15             | 21             | 208            | 532            | 0       | 1       | 1       | 14      | 47      |           |                   |

Fonti: Enciclopedia del Football - A cura di Roberto Mezzetti

### Tornei locali

#### South China Bowl
| Stagione | regular season | regular season | regular season | regular season | regular season | regular season | playoff | playoff | playoff | playoff | playoff | playoff     | playoff            |
|          | Vin            | Par            | Per            | Tot            | PF             | PS             | Vin     | Per     | Tot     | PF      | PS      | risultato   | avversaria         |
| -------- | -------------- | -------------- | -------------- | -------------- | -------------- | -------------- | ------- | ------- | ------- | ------- | ------- | ----------- | ------------------ |
| 2016     | -              | -              | -              | -              | -              | -              | 1       | 2       | 3       | 26      | 30      | Finale      | Guangzhou Apaches  |
| 2017     | 0              | 0              | 2              | 2              | 26             | 36             | -       | -       | -       | -       | -       | -           | -                  |
| 2018     | 1              | 0              | 1              | 4              | 30             | 35             | 1       | 0       | 1       | 7       | 0       | Terzo posto | Shenzhen Buffaloes |
| 2019     | 2              | 0              | 1              | 3              | 51             | 26             | -       | -       | -       | -       | -       | -           | -                  |
| Totale   | 3              | 0              | 4              | 7              | 107            | 97             | 2       | 2       | 4       | 33      | 30      |             |                    |

Fonti: Enciclopedia del Football - A cura di Roberto Mezzetti

### Riepilogo fasi finali disputate
| Anno             | Luogo | Evento           | Fase del torneo      | Incontro                                    | Risultato |
| 14 novembre 2015 |       | AFLC             | Wild Card            | Guangzhou Apaches - Hong Kong Combat Orcas  | 47 - 14   |
| 5 giugno 2016    |       | South China Bowl | Finale               | Guangzhou Apaches - Hong Kong Combat Orcas  | 6 - 0     |
| 30 giugno 2018   |       | South China Bowl | Finale 3º - 4º posto | Hong Kong Combat Orcas - Shenzhen Buffaloes | 7 - 0     |